# Östermyrtjärnen, Västerbotten
Östermyrtjärnen är en sjö i Vindelns kommun i Västerbotten och ingår i Umeälvens huvudavrinningsområde.